# Coccygodes rufopetiolatus
Coccygodes rufopetiolatus là một loài tò vò trong họ Ichneumonidae.